# 29Y busz (Pécs)
A pécsi 29Y jelzésű autóbusz a II-es rakodótól a Budai Állomásig közlekedik Benczúr Gyula utcai és Dózsa György utcai betérésekkel.

## Története
2016. június 16-ától jár csak a Budai Állomás felé. Az ellenkező irányban más jelzésű autóbuszok közlekednek.

## Útvonala
| II-es rakodó → Benczúr Gyula utca → Uránváros → Árkád → Dózsa György utca → Budai Állomás |
| --- |
| II-es rakodó – Szentlőrinci út – Makay István út – Pellérdi út – Fő utca – Pázmány Péter utca – Kovács Béla utca – Benczúr Gyula utca, forduló – Kovács Béla utca – Pázmány Péter utca – Fő utca – Pellérdi út – Rácvárosi út – Páfrány utca – Ürögi fasor – Makay István út – Nendtvich Andor út – Szántó Kovács János utca – Szigeti út – Hungária utca – Rákóczi út – Rákóczi út – Zsolnay Vilmos utca – Lánc utca – Felsővámház utca – Vadász utca – Dózsa György utca, forduló – Vadász utca – Engel János József utca – Zsolnay Vilmos utca – Budai Állomás |

## Megállóhelyei
| 29Y (II-es rakodó → Benczúr Gyula utca → Uránváros → Árkád → Dózsa György utca → Budai Állomás) |                                      | |
| Perc (↓)                                                                                        | Megállóhelyek                        | Átszállási kapcsolatok a járat megszűnésekor |
| 0                                                                                               | II-es rakodó induló végállomás       | |
| 1                                                                                               | Cserkút tető                         | 26, 26Y, 27, 27Y, 28, 29 · Helyközi buszok |
| 2                                                                                               | Cserkúti csárda                      | 26, 26Y, 27, 27Y, 28, 29 · Helyközi buszok |
| 3                                                                                               | Pellérdi elágazás                    | 26, 26Y, 27, 27Y, 28, 29 · Helyközi buszok · Mecsekalja-Cserkút |
| 4                                                                                               | Kutató dűlő                          | 26, 26Y, 27, 27Y, 28, 29 · Helyközi buszok |
| 5                                                                                               | Korsó utca                           | 26, 26Y, 27, 27Y, 28, 29 |
| 6                                                                                               | Patacsi elágazás                     | 25, 25A, 26, 26Y, 27, 27Y, 28, 29 · Helyközi buszok |
| 7                                                                                               | Patacsi Kultúrház                    | 25, 27, 27Y |
| 8                                                                                               | Kovács Béla utca                     | 25, 27, 27Y |
| 10                                                                                              | Benczúr Gyula utca                   | 25, 27, 27Y |
| 11                                                                                              | Kovács Béla utca                     | 25, 27, 27Y |
| 12                                                                                              | Patacsi Kultúrház                    | 25, 27, 27Y |
| 13                                                                                              | Patacsi elágazás                     | 25, 25A, 26, 26Y, 27, 27Y, 28, 29 · Helyközi buszok |
| 13                                                                                              | Patacsi elágazás                     | 25, 25A, 26, 26Y, 27, 27Y, 28, 29 · Helyközi buszok |
| 14                                                                                              | Rácváros                             | 25, 25A, 26, 26Y, 27, 27Y, 28, 29 |
| 15                                                                                              | Bolgár köz                           | 25, 25A, 26, 26Y, 27, 27Y, 28, 29 |
| 16                                                                                              | Uránváros                            | 1, 2, 2A, 2E, 4, 4Y, 21, 21A, 22, 23, 23Y, 24, 25, 25A, 26, 26Y, 27, 27Y, 28, 29, 102, 102Y, 104, 104A, 104E, 104Y, 107E, 121, 122, 123, 123Y, 124 · Helyközi buszok                                                                                            |
| 18                                                                                              | Nendtvich Andor út, Páfrány utca     | 25, 26, 26Y, 27, 27Y, 28, 28A, 29, 107E |
| 20                                                                                              | PMFC Stadion                         | 25, 26, 26Y, 27, 27Y, 28, 28A, 29, 107E |
| 21                                                                                              | Szigeti út, Szántó Kovács János utca | 25, 26, 26Y, 27, 27Y, 28, 28A, 29, 107E |
| 22                                                                                              | Gyümölcs utca                        | 25, 26, 26Y, 27, 27Y, 28, 28A, 29 |
| 23                                                                                              | Egyetemváros                         | 2, 2A, 2E, 25, 26, 26Y, 27, 27Y, 28, 28A, 29, 55, 102, 102Y, 107E |
| 24                                                                                              | Petőfi utca                          | 2, 2A, 2E, 25, 26, 26Y, 27, 27Y, 28, 28A, 29, 37, 46, 47, 55, 102, 102Y, 107E, 109E |
| 26                                                                                              | Kórház tér                           | 2, 2A, 2E, 25, 26, 26Y, 27, 27Y, 28, 28A, 29, 30, 31, 32, 32Y, 34, 34Y, 35, 35Y, 36, 37, 44, 46, 47, 102, 102Y, 103, 107E, 109E, 130 |
| 27                                                                                              | Zsolnay-szobor                       | 2, 2A, 2E, 3, 3E, 6, 6E, 7, 7Y, 8, 13Y, 14, 14Y, 22, 23, 23Y, 24, 25, 26, 26Y, 27, 27Y, 28, 28A, 29, 30, 31, 32, 32Y, 34, 34Y, 35, 35Y, 36, 37, 38, 38Y, 39, 40, 44, 46, 47, 73, 73Y, 102, 102Y, 103, 107E, 109E, 122, 123, 123Y, 124, 130, 140                 |
| 29                                                                                              | Árkád                                | 2, 2A, 2E, 3, 3E, 4, 4Y, 6, 6E, 7, 7Y, 8, 13, 13E, 13Y, 14, 14Y, 15, 15A, 22, 23, 23Y, 24, 25, 26, 26Y, 27, 27Y, 28, 28A, 29, 30, 33, 38, 38Y, 39, 40, 60, 60Y, 73, 73Y, 102, 102Y, 103, 104, 104A, 104E, 104Y, 107E, 109E, 122, 123, 123Y, 124, 130, 130A, 140 |
| 31                                                                                              | Rákóczi út                           | 20, 21, 21A, 22, 23, 23Y, 24, 25, 27, 27Y, 28, 28A, 28Y, 29, 33, 38, 39, 40, 44, 60, 60A, 60Y, 121, 124, 140 |
| 33                                                                                              | Búza tér                             | 25, 26, 26Y, 27, 27Y, 28, 28A, 28Y, 29, 30Y, 33, 38, 38Y, 39, 40, 44, 121, 140 |
| 34                                                                                              | Major utca                           | 25, 26, 26Y, 27, 27Y, 29, 40, 121 |
| 34                                                                                              | Bóbita Bábszínház                    | 25, 26, 26Y, 27, 27Y, 29, 40, 121 |
| 35                                                                                              | Ledina                               | 25, 26, 26Y, 27, 27Y, 29, 40, 121 |
| 36                                                                                              | Pósa Lajos utca                      | 25, 26, 26Y, 27, 27Y, 29, 40, 121 |
| 37                                                                                              | Engel János József utca              | 25, 26, 26Y, 27, 27Y, 29, 40, 121 |
| 38                                                                                              | Dózsa György utca                    | 25, 26, 26Y, 27Y, 29 |
| 39                                                                                              | Engel János József utca              | 25, 26, 27, 27Y, 40, 121 |
| 40                                                                                              | Autójavító                           | 2, 2A, 4, 4Y, 13, 13E, 13Y, 14, 14Y, 15, 15A, 20, 21, 21A, 25, 26, 29, 30Y, 60, 60A, 60Y, 102, 102Y, 104, 104A, 104E, 104Y, 121 · Helyközi buszok |
| 42                                                                                              | Gyárvárosi templom                   | 2, 2A, 4, 4Y, 13, 13E, 13Y, 14, 14Y, 15, 15A, 25, 26, 26Y, 29, 30Y, 60, 60A, 60Y, 102, 102Y, 104, 104A, 104E, 104Y |
| 43                                                                                              | Budai Állomás érkező végállomás      | 2, 2A, 2E, 4, 4Y, 12, 13, 13E, 13Y, 14, 14Y, 15, 15A, 16, 25, 26, 26Y, 30Y, 60, 60A, 60Y, 102, 102Y, 104, 104A, 104E, 104Y · Helyközi buszok |